# Стефан Данаїлов
Стефан Ламбов Данаїлов (болг. Стефан Ламбов Данаилов; нар. 9 грудня 1942 — пом. 27 листопада 2019) — болгарський актор театру і кіно, режисер, педагог, політик. Один з найпопулярніших акторів Болгарії, на рубежі 1960 — 1990-х рм. активно знімався в СРСР, Італії, США. Заслужений артист Болгарії (1975), Народний артист Болгарії (1983). Міністр культури Болгарії (2005—2009). Брат актриси Росіци Данаїлової.

## Біографія
Стефан Данаїлов народився 9 грудня 1942 року в Софії. У 1956 році в 14-річному віці дебютував у кіно, знявшись у фільмі «Сліди залишаються». У 1966 році закінчив ВІТІЗ (нині НАТФІЗ), майстерня Стефана Сарчаджієва, Методи Андонова та Анастаса Михайлова. У 1968 році Стефан Данаїлов виконав головну роль у фільмі «Перший кур'єр», знятому спільно радянськими і болгарськими кінематографістами. Надалі активно знімався в картинах спільного виробництва («Братушка», «Юлія Вревська», «Берега в тумані», «Велика гра», «Пастка»), що принесло йому велику популярність у радянських глядачів. У 1969 році на екрани виходить багатосерійний телевізійний фільм «На кожному кілометрі», в якому Данаїлов постав у ролі безстрашного майора болгарської розвідки Миколи Деянова. Фільм мав великий успіх у себе на батьківщині в Болгарії, а також у Радянському Союзі та інших країнах соцтабору.
Широку популярність у всьому світі акторові приніс італійський багатосерійний телесеріал «Спрут» (в 7-му сезоні актор блискуче виконав роль кримінального авторитета Нуццо Марчіано).
Також відомий як виконавець естрадних пісень. Працював у Пловдивському театрі імені Н. Масалітінова, театрі Болгарської армії, Національному театрі імені Івана Вазова.
З 1988 року Стефан Данаїлов займався викладацькою діяльністю. Професор Національної академії театрального і кіномистецтва імені К. Сарафова.
З 2005 по 2009 рік обіймав посаду міністра культури республіки Болгарія. Член Болгарської соціалістичної партії (БСП). У 2011 році був кандидатом на пост віце-президента від партії БСП, на підтримку кандидата на пост президента країни Івайло Калфіна. У 2016 році член ініціативного комітету з висунення Румена Радєва на пост президента Болгарії.

## Родина
- Дід по батьківській лінії — Васіл Костов Данаїлов, болгарський революціонер, член Внутрішньої македоно-одринської революційної організації.
- Батько — Хараламбі Василів Данаїлов, болгарський економіст.
- Мати — Євдокія Данаїлова.
- Сестра — Росіца Данаїлова (нар.. 26 листопада 1933 — пом.. 23 вересня 2018), болгарська актриса.
- Дружина — Марія Димитрова Цанкова-Данаїлова, в 1960-ті роки відома болгарська модель[5].

## Фільмографія
- 1956 «Сліди залишаються / Следите остават» — Веселін
- 1963 «Інспектор та ніч / Инспекторът и нощта» — Том
- 1967 «Запах миндалю / С дъх на бадеми» — Белокожев
- 1967 «Море / Морето» — Тоні
- 1967 «Безмовні стежки / Мълчаливите пътеки»
- 1968 «Перший кур'єр / Първият куриер» (СРСР, НРБ) — Іван Загубанський, кур'єр
- 1969 «На кожному кілометрі / На всеки километър» — майор Нікола Деянов
- 1970 «Чорні ангели / Черните ангели» — Пантер
- 1970 «Князь / Князът» — князь Светослав Тертер
- 1971 «На кожному кілометрі 2 / На всеки километър 2» (НРБ, УНР) — майор Нікола Деянов
- 1971 Немає нічого краще за погану погоду/ Няма нищо по-хубаво от лошото време — Любо
- 1972 «Любов / Обич» — Ніколай
- 1973 «Нона / Нона» — поручик Галчев
- 1974 «Життя та смерть / На живот и смърт» — Мілєв
- 1974 «Іван Кондарьов / Иван Кондарев» — Костадін Джупунов
- 1974 «Будинки без огорожі / Къщи без огради» — Керкенеза
- 1974 «Зарево над Дравою / Зарево над Драва» — поручик Божев
- 1975 «Весілля Іоанна Асена / Сватбите на Йоан Асен» — Бургундець
- 1975 «Братушка (Солдат из обоза) / Войникът от обозаж» (СРСР, НРБ) — Живко Георгієв
- 1975 «Цей справжній чоловік / Този истински мъж» — Сашо
- 1975 «Початок дня / Началото на деня» — Андрей Стойчев
- 1976 «Доповнення до закону про захист держави (Вибух в Софійському соборі) / Допълнение към закона за защита на държавата»
- 1976 «Віна / Вината» — Живко Топалов
- 1977 «Юлія Вревська / Юлия Вревска» (СРСР, НРБ) — Карабелов
- 1977 «П'ятеро з РМС / Петимата от РМС»
- 1977 «Рік із понеділків / Година от понеделници» — Халачов, інженер
- 1978 «Зустрічний рух / Насрещно движение» — Чавдар Бонев
- 1978 «Тепло / Топло» — будівельник-підрядник
- 1978 «Помирати — в крайньому випадку / Умирай само в краен случай» — Джо Райт
- 1979 «Війна їжаків / Войната на таралежите» — Бабінов, баскетболіст
- 1979 «Ніщо з нічого / От нищо нещо» — Панчо
- 1979 «Миттєвості в сірниковій коробці / Мигове в кибритена кутийка»
- 1980 «Кров залишається / Кръвта остава» — Василь Граматиков
- 1980 «Вибор дами (Білий танець) / Дами канят» — Яким
- 1981 «Тирновська цариця / Търновската царица» — Старірадєв
- 1982 «Кристали / Кристали» — Чолаков
- 1982 «Весіннє сонце / Есенно слънце» — Кирило Дечєв
- 1982 «24 години дощ / 24 часа дъжд» — капітан Василь Алтинов
- 1983 «Рівновага / Равновесие»
- 1983 «Одісея в Деліормані / Една одисея в Делиормана» — Іванов
- 1985 «Маневри на п'ятому поверсі / Маневри на петия етаж» — Дантон Тахов
- 1985 «Береги в тумані / Мъгливи брегове» (СССР, НРБ) — капітан Стойчев
- 1985 «Ця кров буде пролита / Тази кръв трябваше да се пролее» — Ювиги хан
- 1985 «Борис Перший / Борис Първи» — царь Борис I
- 1986 «Гарольд і Мод / Харолд и Мод» — Гарольд
- 1986 «Три Марії та Іван / Три Марии и Иван» — Іван
- 1986 «Поема / Поема» — Антон Чолаков
- 1986 «Ешелони смерті / Ешелоните на смъртта» — Митрополит Кирил
- 1987 «Мрійники / Мечтатели» — начальник поліції
- 1987 «Небо для всіх / Небе за всички» — Веліков
- 1987 «Лівша / Левакът» — капітан Христо Пашов
- 1987 «Не падай мені в ноги / Не се мотай в краката ми»
- 1987 «Час у дорозі / Време за път» — Цолов, архітектор
- 1987 «Дім для наших дітей / Дом за нашите деца» — Цолов, архітектор
- 1988 «В понеділок вранці / Понеделник сутрин» — Крісто
- 1988 «Захист маленьких тварин / Защитете дребните животни»
- 1988 «Велика гра / Голямата игра» (СРСР, Болгарія) — Георгій Йорданов, болгарський журналіст
- 1988 «Неизчезващите»
- 1989 «Западня» (СРСР)
- 1990 «Карнавал / Карнавалът» — Константинов
- 1990 «Живи небезпечно / Живей опасно» — отец
- 1990 «Батьки та сини / Бащи и синове»
- 1991 «Червона ціль / Червената мишена / Red purpose» (США, Болгарія)
- 1991 «Хочу до Америки / Искам Америка» — Паскальов
- 1991 «Берлінський заговір / Берлинската конспирация / The Berlin Conspiracy» (США)
- 1992 «Криза в Кремлі / Криза в Кремъл / Crisis in the Kremlin» (США) — Амбразис
- 1994 «Спрут 7: Розслідування загибелі комісара Каттані / La Piovra 7 — Indagine sulla morte del comissario Cattani» (Італія, Франція, Німеччина) — дон Нуццо Марчіано
- 1997 «Дон Кіхот повертається / Дон Кихот се завръща» (Росія, Болгарія) — герцог
- 1997 «Рекет / Рекет / Il Racket» (Італія) — Винченцо Грумо
- 1998 «Після кінця світу / След края на света» — Альберт Коен (Берто)
- 1998 «Смерть респектабельної дівчини / Смъртта на едно порядъчно момиче / La morte dignitosa ragazze» (Італія, Болгарія)
- 1998 «Шпанська мушка / Испанска муха» — Уйчо
- 2001 «Справа совісті / Дело по съвест / Un caso di coscienza» (Італия, Болгарія)
- 2001 «Верцингеторикс: Легенда короля-друида / Версенжеторикс: Легенда на крал-друид / Vercingétorix: La légende du druide roi» (Франція, Канада, Бельгія)
- 2003 «Простіть нас / Прости нам» — Чичо Пето
- 2007 «Гніздо жайворонка / Чифликът на чучулигите / La masseria delle allodole / The Lark farm / Le nid de l'alouette / El nido de la alondra» (Італія, Болгарія, Велика Британія, Франція, Іспанія) — президент трибуналу
- 2009 «Святий Георгій вбиває змія / Sveti Georgije ubiva aždahu» (Сербія, Боснія і Герцеговина, Болгарія) — Циган Мінта
- 2010 «Скляна ріка / Стъклената река» — батько Єлєни
- 2010 «Скляний будинок / Стъклен дом» — Дімітр Касабов
- 2012 «Інкогніто / Инкогнита» — директор фонду
- 2013 «Родина / Фамилията» — Борис Арнаудов

## Премії та нагороди
- 1969 — Спеціальна нагорода журі ФБФ (Фестиваль болгарських фільмів, м. Варна, Болгарія) за виконання головної ролі в телефільмі «На кожному кілометрі»
- 1970 — Найвища нагорода за головну чоловічу роль у фільмі «Чорні ангели / Чорните ангели» (ФБФ, м. Варна)
- 1970 — Найвища нагорода за головну чоловічу роль у фільмі «Князь / Князът» (ФБФ, м. Варна)
- 1970 — Вища нагорода МКФ у Карлових Варах (Карлові Вари, Чехословаччина)
- 1971 — Лауреат Димитровської премії за виконання головної ролі в телефільмі «На кожному кілометрі»
- 1975 — Заслужений артист Болгарії
- 1983 — Народний артист Болгарії
- 2002 — Кавалер ордена «Стара планіна»
- 2002 — Нагорода «Паїсій Хилендарський» присуджена Міністерством культури Болгарії за видатний внесок у болгарську культуру
- 2013 — Почесний громадянин Софії[6].